# Mirko Bonné

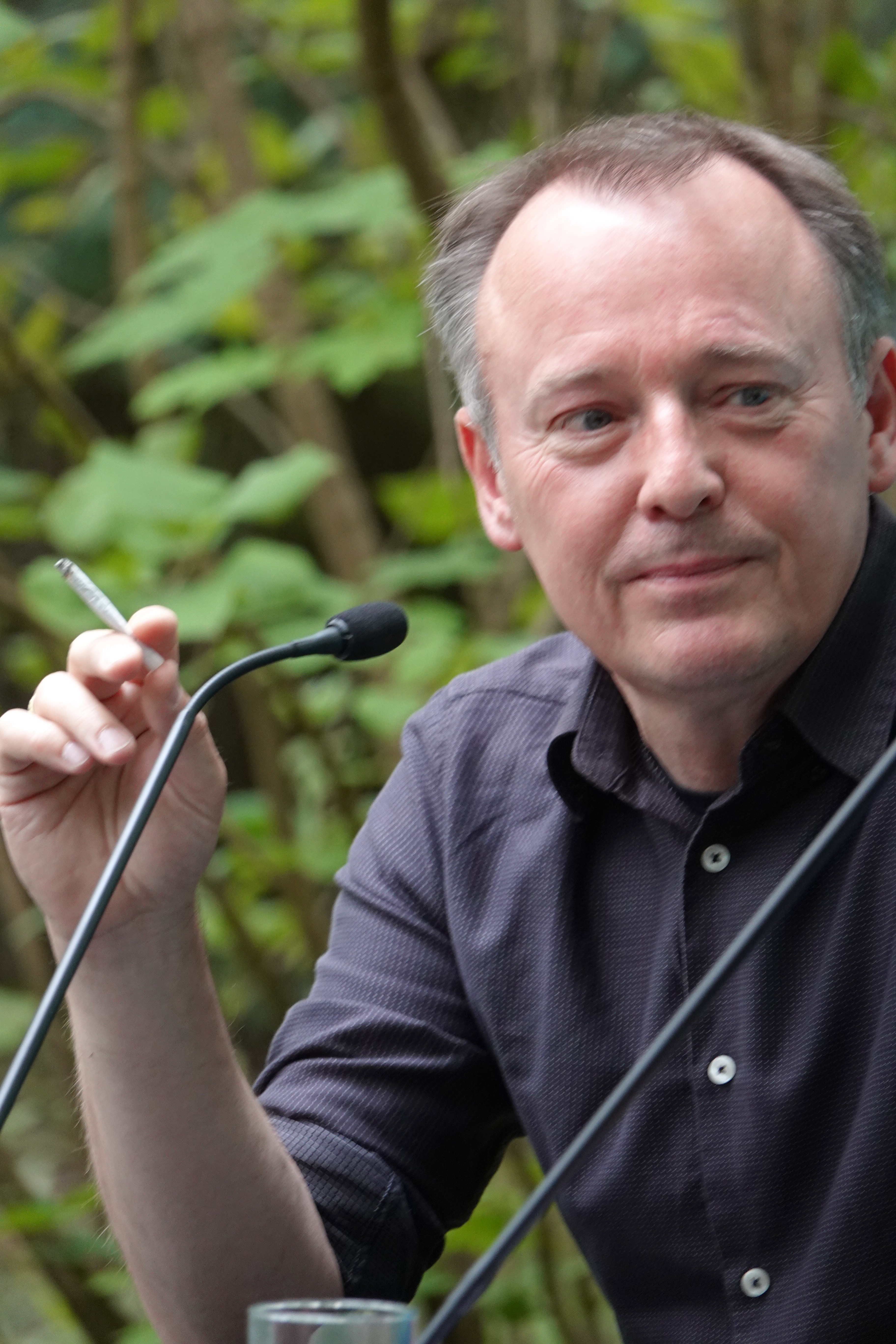
Mirko Bonné auf dem Erlanger Poetenfest 2023

Mirko Bonné (* 9. Juni 1965 in Tegernsee) ist ein deutscher Schriftsteller und Übersetzer.

## Leben und Werk
Mirko Bonné zog mit seinen Eltern 1975 von Oberbayern nach Hamburg, besuchte dort das Hansa-Gymnasium und machte sein Abitur 1986 am Otto-Hahn-Gymnasium in Geesthacht, ehe er Zivildienst in der Krankenpflege leistete und unter anderem als Buchhandelsgehilfe, Altenpflegehelfer und Taxifahrer arbeitete. Seit Beginn der neunziger Jahre arbeitete Bonné als Journalist und war zugleich als Lyriker, Erzähler und Übersetzer tätig. Seit 2013 ist er freier Schriftsteller.
In seinen von John Keats, Georg Trakl und Günter Eich geprägten Gedichten werden auf vielseitige Weise lyrische Formen tradiert, die Bonnés vorrangige Themen Landschaft, Lebendigkeit und Erinnerung beschreiben und begrifflich hinterfragen. In seiner Prosa beschäftigt sich Bonné immer wieder mit Mechanismen des Verdrängens. Wie die in Romanen dargestellten Ernest Shackleton (Der eiskalte Himmel, 2006) und Albert Camus (Wie wir verschwinden, 2009) muss sich jede Hauptfigur Bonnés der eigenen Herkunft erst versichern – so auch der gezeichnete Zeichner Markus Lee in Nie mehr Nacht (2013) und der widerständig an der Liebe festhaltende Redaktionsangestellte Raimund Merz in Lichter als der Tag (2017). Gemeinsam ist den Protagonisten Bonnés ein Unwirklichkeitsempfinden, das sie wie von Mitmenschen so auch von Selbstverwirklichung fernhält. Ihre poetische Kraft und literarische Brisanz erhalten Bonnés Romane auch dadurch, dass ihre Figuren sich nicht in ihr Verzweifeltsein ergeben, sondern gegen Resignation und Desillusioniertheit aufbegehren.
In Aufsätzen, Reisejournalen und literarischen Besprechungen im Feuilleton reflektiert Mirko Bonné seine Ansätze. Auslandsreisen führten ihn nach Südamerika, Russland, China, in die USA, den Iran und die Antarktis. Zu den von ihm übertragenen Autoren zählen Anderson, Dickinson, Keats, Cummings, Creeley, Yeats und Ghérasim Luca. Gedichte, Essays und Artikel zur Literatur wurden in Anthologien (Der Große Conrady, Das Buch deutscher Gedichte. Von den Anfängen bis zur Gegenwart u. a.), Literaturzeitschriften (Bella triste u. a.) und Zeitungen (FAZ u. a.) veröffentlicht. Von 2014 bis 2015 war Bonné Writer-in-residence des Projekts Weather Stations und prüfte gemeinsam mit Autoren aus Melbourne, London, Dublin und Warschau literarische Darstellungs- und Vermittlungsmöglichkeiten der Folgen des Klimawandels.
15 Jahre lang arbeitete er an dem Roman Seeland, Schneeland (2021), der auf einem Auswandererschiff im Jahr 1921 spielt. In einer Umbruchsepoche kurz nach Ende der spanischen Grippe-Pandemie wird die Kraft der Überwindung beschworen.
Mirko Bonné war Mitglied des PEN-Zentrums Deutschland, 2022 gehörte er zu den Gründern des PEN Berlin. Er lebt in Hamburg.

## Publikationen

### Einzeltitel
- Roberta von Ampel. Spiel für vier Stimmen und einen Sprecher. Hörspiel, Radio Bremen 1992.
- Langrenus. Gedichte. Rospo, Hamburg 1994, ISBN 3-930325-02-0.
- Gelenkiges Geschöpf. Gedichte. Rospo, Hamburg 1996, ISBN 3-930325-13-6.
- Der junge Fordt. Roman. DuMont, Köln 1999, ISBN 3-7701-4960-2.
- Ein langsamer Sturz. Roman. DuMont, Köln 2002, ISBN 3-8321-6000-0.
- Hibiskus Code. Gedichte. DuMont, Köln 2003, ISBN 3-8321-6001-9.
- Der eiskalte Himmel. Roman. Schöffling, Frankfurt am Main 2006, ISBN 3-89561-401-7.
- Die Republik der Silberfische. Gedichte. Schöffling, Frankfurt am Main 2008, ISBN 978-3-89561-402-6.
- Wie wir verschwinden. Roman. Schöffling, Frankfurt am Main 2009, ISBN 978-3-89561-403-3.
- Ausflug mit dem Zerberus. Schöffling, Frankfurt am Main 2010, ISBN 978-3-89561-404-0.
- Der Eichelhäher. Erzählung. Literatur-Quickie, Hamburg 2010, ISBN 978-3-942212-16-8.
- Traklpark. Gedichte. Schöffling, Frankfurt am Main 2012, ISBN 978-3-89561-405-7.
- Wie wir verschwinden. Hörspiel nach Motiven des Romans, NDR, Hamburg 2012.
- Nie mehr Nacht. Roman. Schöffling, Frankfurt am Main 2013, ISBN 978-3-89561-406-4.[6]
- Feuerland. Erzählungen. Schöffling, Frankfurt am Main 2015, ISBN 978-3-89561-407-1.
- Die Poesie der Erde ist nie tot. Zu Leben und Schreiben von John Keats. Reihe Zwiesprachen der Lyrik Kabinett. Wunderhorn, Heidelberg 2016. ISBN 978-3-88423-543-0.
- Mein Fehmarn. Erinnerungen. Mare, Hamburg 2017, ISBN 978-3-86648-210-4.
- Lichter als der Tag. Roman. Schöffling, Frankfurt am Main 2017, ISBN 978-3-89561-408-8.
- Die Widerspenstigkeit. Ein Märchen. Karl Rauch, Düsseldorf 2017, ISBN 978-3-7920-0251-3.
- Wimpern und Asche. Gedichte. Schöffling, Frankfurt am Main 2018, ISBN 978-3-89561-409-5.
- Seeland Schneeland. Roman. Schöffling, Frankfurt am Main 2021, ISBN 978-3-89561-410-1.
- Elis in Venedig. Frühe Gedichte. Schöffling, Frankfurt am Main 2022, ISBN 978-3-89561-346-3.
- Brief an Dionysis Kapsalis. Offener Brief. Edition Romiosini, Berlin 2022, ISSN 2510-1692.
- Ophelia. Libretto zur Oper von Sarah Nemtsov, Saarländisches Staatstheater Saarbrücken 2023.
- Alle ungezählten Sterne. Roman. Schöffling, Frankfurt am Main 2023, ISBN 978-3-89561-348-7.[7]
- Wege durch die Spiegel. Gedichte. Schöffling, Frankfurt am Main 2025, ISBN 978-3-69097-004-4.

### Übersetzungen
- John Keats: Werke und Briefe. Philipp Reclam jun., Stuttgart 1995.
- E. E. Cummings: 39 Alphabetisch. Gedichte. Urs Engeler Editor, Weil am Rhein 2001.
- Terry McDonagh: Kiltimagh. Ausgewählte Gedichte. Blaupause Books, Hamburg 2001.
- Ghérasim Luca: Das Körperecho. Gedichte. Urs Engeler Editor, Weil am Rhein 2004.
- William Butler Yeats: Die Gedichte. (Mit M. Beyer, G. Falkner, N. Hummelt (Hrsg.), C. Schuenke). Luchterhand, München 2005.
- Samuel Beckett: Six Poèmes / Sechs Gedichte. Wolfenbütteler Übersetzergespräche, Wolfenbüttel 2006.
- Robert Creeley: Alles, was es für immer bedeutet. Gedichte. Jung und Jung, Salzburg und Wien 2006.
- Rutger Kopland: Dank sei den Dingen. Ausgewählte Gedichte 1966 – 2006. (Mit Hendrik Rost). Carl Hanser, München 2008, ISBN 978-3-44623-071-2.
- Emma Lew: Nesselgesang. Gedichte. Yedermann, München 2008.
- Sherwood Anderson: Winesburg, Ohio. Schöffling, Frankfurt am Main 2012, ISBN 978-3-89561-232-9.
- Emily Dickinson: Liebesgedichte. Philipp Reclam jun., Stuttgart 2012, ISBN 978-3-15-010747-8.
- Grace Paley: Am selben Tag, später. Schöffling, Frankfurt am Main 2015, ISBN 978-3-89561-237-4.
- Robert Louis Stevenson: Der merkwürdige Fall von Dr. Jekyll und Mr. Hyde. Philipp Reclam jun., Stuttgart 2015, ISBN 978-3-15-011002-7.
- Grace Paley: Manchmal kommen und manchmal gehen. Gedichte. Schöffling, Frankfurt am Main 2018, ISBN 978-3-89561-238-1.
- Henry James: Vier Begegnungen. Erzählungen. Mare, Hamburg 2018, ISBN 978-3-86648-271-5.
- John Keats: Endymion. Eine poetische Romanze. Verlag Das kulturelle Gedächtnis, Berlin 2018, ISBN 978-3-946990-25-3.
- Georges Simenon: Die Phantome des Hutmachers. (Mit Juliette Aubert). Kampa Verlag, Zürich 2019, ISBN 978-3-311-13420-6.
- Antoine de Saint-Exupéry: Wind, Sand und Sterne – Terre des hommes. (Mit Klaus Völker). Karl Rauch Verlag, Düsseldorf 2019, ISBN 978-3-7920-0076-2.
- Joseph Conrad: Der Niemand von der „Narcissus“. Roman. Mare, Hamburg 2020, ISBN 978-3-86648-612-6.
- Mary MacLane: Meine Freundin Annabel Lee. Roman. Philipp Reclam jun., Stuttgart 2021, ISBN 978-3-15-011318-9.
- Mary MacLane: Ich. Aufzeichnungen aus meinem Menschenleben. (Mit Ulrike Draesner), Philipp Reclam jun., Stuttgart 2021, ISBN 978-3-15-011319-6.
- Victor Hugo: Die Kunst, Großvater zu sein. (Mit Juliette Aubert-Affholder). Verlag Das kulturelle Gedächtnis, Berlin 2022, ISBN 978-3-946990-71-0.
- Oscar Wilde: Aus der Tiefe. Gefängnisbriefe und Die Ballade vom Zuchthaus Reading. Carl Hanser Verlag, München 2023, ISBN 978-3-446-27632-1.
- Yusef Komunyakaa: Der Gott der Landminen. Gedichte. Edition Lyrik Kabinett bei Hanser, München 2024, ISBN 978-3-446-27967-4.

### Herausgaben
- Trakl und wir. Fünfzig Blicke in einen Opal. Herausgegeben und mit Nachworten sowie einer Lebenstafel versehen von Mirko Bonné und Tom Schulz. Geleitwort: Hans Weichselbaum. Stiftung Lyrik Kabinett, München 2014, ISBN 978-3-938776-36-0.
- Akzente. Das Tier. (Mit Jo Lendle). Carl Hanser Verlag, München 2016, ISBN 978-3-446-25180-9.
- Jahrbuch der Lyrik 2019. (Mit Christoph Buchwald). Schöffling, Frankfurt am Main 2019, ISBN 978-3-89561-682-2.
- Christian Saalberg: In der dritten Minute der Morgenröte. Ausgewählte Gedichte. (Mit Viola Rusche). Schöffling, Frankfurt am Main 2019, ISBN 978-3-89561-016-5.

### Veröffentlichungen in Literaturzeitschriften
- Dunkle Deutung des Vogelflugs. Essay. In: Bella triste, Nr. 24, 2009.
- Das verwundete Herz. Essay. In: Quart, Nr. 18, 2011.[8]
- Die Zwischenräume im Schweigen. Essay. In: Quart Nr. 27, 2016.[9]
- Zwischen uns das brennende Meer. Essay. In: Quart Nr. 30, 2018. ISBN 978-3-7099-3422-7.

## Auszeichnungen
- 1990: Hamburger Förderpreis für Übersetzung
- 1993: Hamburger Förderpreis für Literatur
- 1996: Hamburger Förderpreis für Übersetzung
- 1999: Hamburger Förderpreis für Literatur
- 2001: Wolfgang-Weyrauch-Förderpreis beim Lyrik-Wettbewerb Literarischer März
- 2002: Ernst-Willner-Preis bei den Tagen der deutschsprachigen Literatur Klagenfurt
- 2004: Förderungspreis zum Kunstpreis Berlin
- 2007: New York-Stipendium des Deutschen Literaturfonds
- 2008: Prix Relay für Der eiskalte Himmel („Un ciel de glace“)
- 2008: Förderpreis des Ernst-Meister-Preises für Lyrik
- 2009: Nominierung zum Deutschen Buchpreis (Longlist) mit Wie wir verschwinden
- 2010: Writer-in-Residence Rio de Janeiro
- 2010: Marie Luise Kaschnitz-Preis für das bisherige Gesamtwerk. Aus der Begründung: „Mit seltener Nachdenklichkeit sowie mit einem geradezu existentialistischen Ernst handeln die Bücher Bonnés von den großen Fragen des menschlichen Lebens wie Treue und Verrat, Selbstentwurf und Scheitern. Bonnés hohe literarische Könnerschaft zeigt sich vor allem in der stilsicheren Leichtigkeit und Anschaulichkeit, durch die seine ernsten Anliegen in berührende Texte umgesetzt werden.“
- 2012: Writer-in-Residence Shanghai
- 2013: Nominierung zum Deutschen Buchpreis (Shortlist) mit Nie mehr Nacht
- 2014/2015: Artist-in-Residence des Projekts zu Klimawandel und Literatur Weather Stations[10]
- 2014: Rainer-Malkowski-Preis der Bayerischen Akademie der Schönen Künste (gemeinsam mit Daniela Danz)
- 2017: Stipendiat des Freistaats Bayern am Internationalen Künstlerhaus Villa Concordia, Bamberg
- 2017: Nominierung zum Deutschen Buchpreis mit Lichter als der Tag
- 2018: Residenzgast des Aargauer Literaturhauses Lenzburg
- 2019: Johann-Joachim-Christoph-Bode-Stipendium des Deutschen Übersetzerfonds
- 2020: Hamburger Literaturpreis für Übersetzung
- 2020/2021: Gastprofessur am Deutschen Literaturinstitut Leipzig
- 2021/2022: Gastdozentur für literarisches Übersetzen an der Ludwig-Maximilians-Universität München
- 2022: Calwer Hermann-Hesse-Stipendium
- 2024: Gottsched-Stipendium des Deutschen Übersetzerfonds
- 2024: Hubert-Fichte-Preis

## Belege
1. ↑  Mirko Bonné auf literaturport.de, abgerufen am 9. Juni 2016
2. ↑  weiter lesen: Mirko Bonné mit "Seeland, Schneeland" (Memento vom 27. April 2022 im Internet Archive), auf ardaudiothek.de
3. ↑  Mareike Ilsemann: "Seeland Schneeland" von Mirko Bonné, Rezension auf WDR 5 vom 19. Februar 2021, abgerufen am 25. Februar 2021.
4. ↑  Mitglieder. In: PEN-Zentrum Deutschland. Archiviert vom Original am 3. November 2016; abgerufen am 13. Juli 2022.
5. ↑  Mitgründer:innen. Archiviert vom Original am 18. Juli 2022; abgerufen am 13. Juli 2022.
6. ↑  „Verdrängte Schuld“ Rezension von Ursula März im Deutschlandradio Kultur vom 5. August 2013, abgerufen am 6. August 2013.
7. ↑  NDR: "Alle ungezählten Sterne": Was tun, wenn die Tage gezählt sind? Abgerufen am 29. September 2023.
8. ↑  Das verwundete Herz, abgerufen am 10. Oktober 2014.
9. ↑  Die Zwischenräume im Schweigen. In: Quart Heft für Kultur Tirol Nr. 27/16. Abgerufen am 20. März 2024.
10. ↑  Klimawandel und Literatur | Der Autor als Wetterstation. deutschlandfunkkultur.de, 23. September 2014, abgerufen am 20. März 2024.

| Personendaten    | Personendaten                           |
| ---------------- | --------------------------------------- |
| NAME             | Bonné, Mirko                            |
| KURZBESCHREIBUNG | deutscher Schriftsteller und Übersetzer |
| GEBURTSDATUM     | 9. Juni 1965                            |
| GEBURTSORT       | Tegernsee                               |